# Bert Carlier
Pour les articles homonymes, voir Carlier.
Anthonius Hubertus Carlier, dit Bert Carlier, est un footballeur international néerlandais né le 23 juin 1929 à Venlo, mort le 4 mai 2017 à Strasbourg.
Il joua en France à Strasbourg et à Monaco, où il remporta deux Coupe de France en 1960 et en 1963, deux Division 1 en 1961 et en 1963 et un Trophée des champions en 1961.

## Carrière
- ?-1952 : VVV Venlo ( Pays-Bas)
- 1952-1953 : FC Cologne ( Allemagne)
- 1953-1954 : FC Pirmasens ( Allemagne)
- 1954-1955 : RC Strasbourg ( France)
- 1955-1958 : Fortuna '54 ( Pays-Bas)
- 1958-1964 : AS Monaco ( France)
- 1964-1965 : Fortuna '54 ( Pays-Bas)

## Palmarès
- Trophée des champions en 1961 (AS Monaco)
- Division 1 1961 et 1963 (AS Monaco)
- Coupe de France 1960 et 1963 (AS Monaco)